# Uloborus umboniger
Uloborus umboniger es una especie de araña araneomorfa del género Uloborus, familia Uloboridae. Fue descrita científicamente por Kulczynski en 1908.
Habita en Sri Lanka.